# Ruger LCR

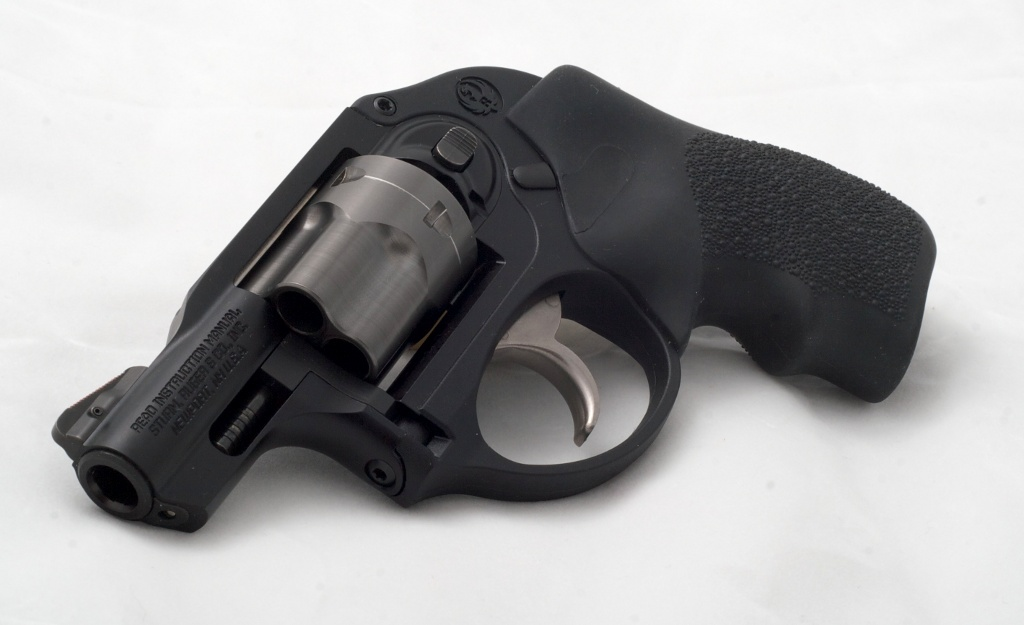
Um Ruger LCR

O Ruger LCR, é um revólver compacto, desenvolvido pela Sturm, Ruger & Co. e anunciado em janeiro de 2009. LCR significa Lightweight Compact Revolver. Esse modelo incorporou uma série de novas características, como: empunhadura de polímero e guarda mato integrado no corpo, corpo monolítico e gatilho de força constante. 
Com 380 gramas, o LCR é cerca de 50% mais leve que o SP101, de aço inoxidável no LCR, apenas o cano e o cilindro são feitos de aço inoxidável. O corpo é de liga de alumínio e um polímero sintético. O LCR possui cão embutido, e opera exclusivamente em ação dupla. O LCR possui variantes nos seguintes calibres: .22 LR, .22 Magnum, .38 Spl +P, .357 Magnum, 9mm Luger, e .327 Federal Magnum.[carece de fontes?]